# Riesengebirgsmuseum Hirschberg

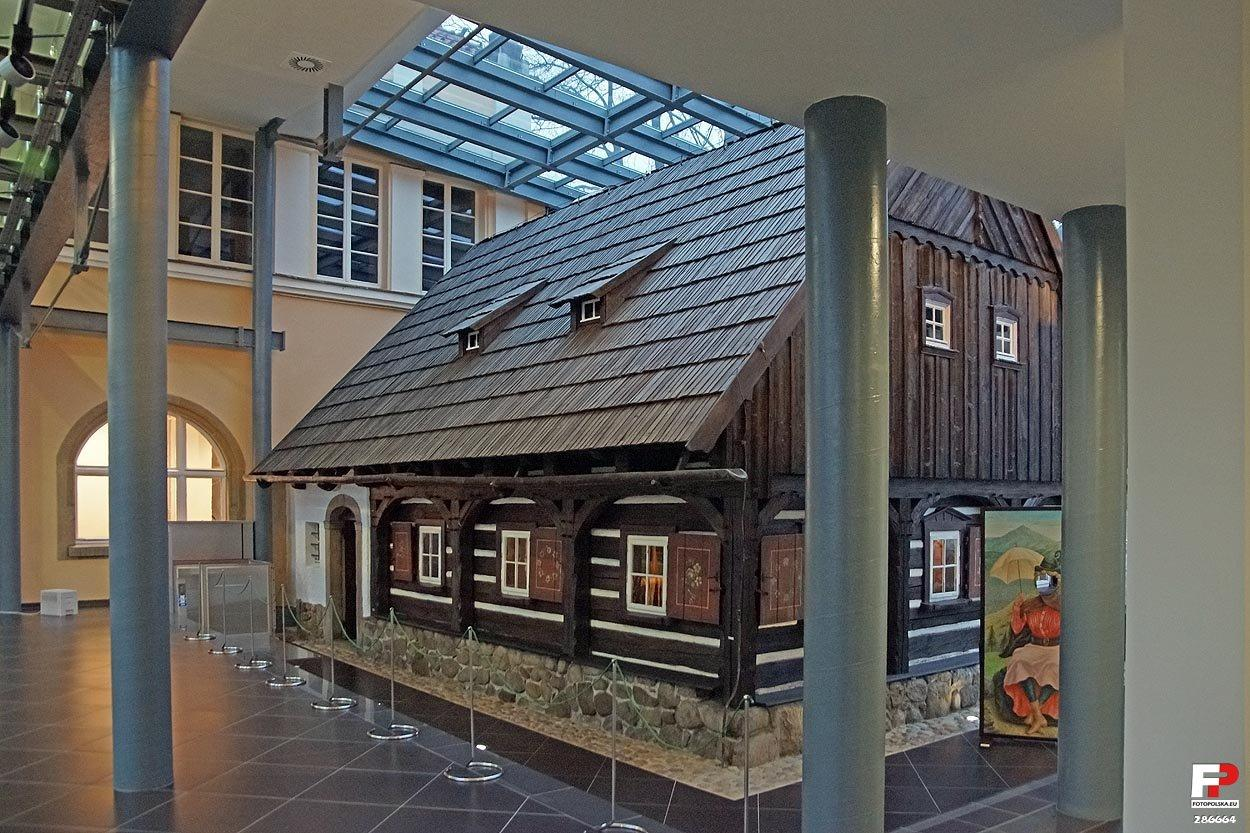
Innenansicht

Das Riesengebirgsmuseum Hirschberg (polnisch Muzeum Karkonoskie w Jeleniej Górze) ist ein Heimat- und Glasmuseum in Jelenia Góra. Träger des Museums ist die Woiwodschaft Niederschlesien.
Die Sammlungen umfassen archäologische und volkskundliche Objekte, Kunsthandwerk, Militaria, Möbel, Gemälde und schlesische Grafiken des 18. und 19. Jahrhunderts.
Außerdem beinhaltet das Museum die größte Glassammlung in Polen mit einem reichen Bestand an schlesischem Glas des 14. bis 20. Jahrhunderts.

## Außenstellen
Dem Riesengebirgsmuseum sind als Außenstellen zugeordnet:
- Carl-und-Gerhart-Hauptmann-Haus (Dom Carla i Gerharta Hauptmannów) in Szklarska Poręba,
- Bolkoburg (Zamek Bolków) in Bolków und
- Militär-Freilichtmuseum (Muzeum Historii i Militariów) in Jelenia Góra.